# Yeşiltaş
Yeşiltaş (kurd. Şitazin) ist ein Dorf im Landkreis Yüksekova der türkischen Provinz Hakkâri. Yeşiltaş liegt in Ostanatolien auf 1.340 m über dem Meeresspiegel, ca. 44 km südwestlich von Yüksekova.
Yeşiltaş bedeutet grüner Stein.  Der Name Şitazin ist beim Katasteramt registriert.
1985 lebten 916 Menschen in Yeşiltaş. 2009 hatte die Ortschaft 616 Einwohner. Yeşiltaş liegt an einem Bachlauf, dem Bey Deresi. Im Dorf gibt es eine Grundschule. In der Nähe von Yeşiltaş liegt eine Kaserne. Zu Yeşiltaş gehört ferner der Weiler Darıca (kurd. Serpêl). Im Jahr 2009 wurde ein Soldat bei Gefechten mit der PKK getötet. Auch 2010 kam es in Dorfnähe zu Kämpfen. 2012 reklamierte die PKK bei einer "revolutionären Operation" in Kämpfen mit der Armee, mehr als 100 Soldaten getötet zu haben. Tatsächlich starben 8 Soldaten und 15 PKK-Kämpfer.